# 萊克克里克縣區 (伊利諾伊州威廉森縣)
萊克克里克縣區（英語：Precincts (United States)）是位於美國伊利諾伊州威廉森縣的一個縣區。

## 地方資料
根據2010年美國人口普查的數據，萊克克里克縣區的面積為94.97平方千米，當中陸地面積為93.66平方千米，而水域面積為1.31平方千米。當地共有人口4322人，而人口密度為每平方千米45.51人。